# Dead to the Past, Blind for Tomorrow
Dead to the Past, Blind for Tomorrow – drugi album fińskiej grupy Reflexion, wydany 19 marca 2008 roku.

## Lista utworów
1. Non-Stop Glorious Ride - 3:33
2. Embrace of Wrath - 4:22
3. Twilight Child - 3:27
4. Dancing in the Air - 2:54
5. Dead Without You - 3:09
6. Weak and Tired - 4:02
7. Black Is the Colour of Your Life - 3:31
8. The One with No Name - 4:18
9. Forever Got Too Long - 2:56
10. The Thousand Nails in My Heart - 3:16
11. Just One Word (Goodbye) - 4:40

## Twórcy
- Juha Kylmänen - śpiew
- Ilkka Jolma - gitara
- Raymond Pohjola - perkusja
- Juhani Heikka - gitara
- Mikko Uusimaa - gitara basowa

Gościnnie:
- Jaakko Teittinen - growl (w utworach 1, 4)
- Olli Estola - perkusja
- Marco Sneck - instrumenty klawiszowe
- Johannes Kastanja - instrumenty klawiszowe